# جورج رنی
جورج رنی (انگلیسی: George Rennie; ۱۰ مارس ۱۸۸۳ – ۱۳ دسامبر ۱۹۶۶) بازیکن لاکراس اهل کانادا بود.